# 海軍左營基地
海軍左營基地（又稱：海軍左營軍區，英語：Tsoying Naval Base）為中華民國海軍艦艇與陸地單位之主要駐地，也曾是駐台美軍的海軍基地，位於中華民國高雄市左營區，為中華民國第一大海軍基地，以左營港為主體，分為多個營區。

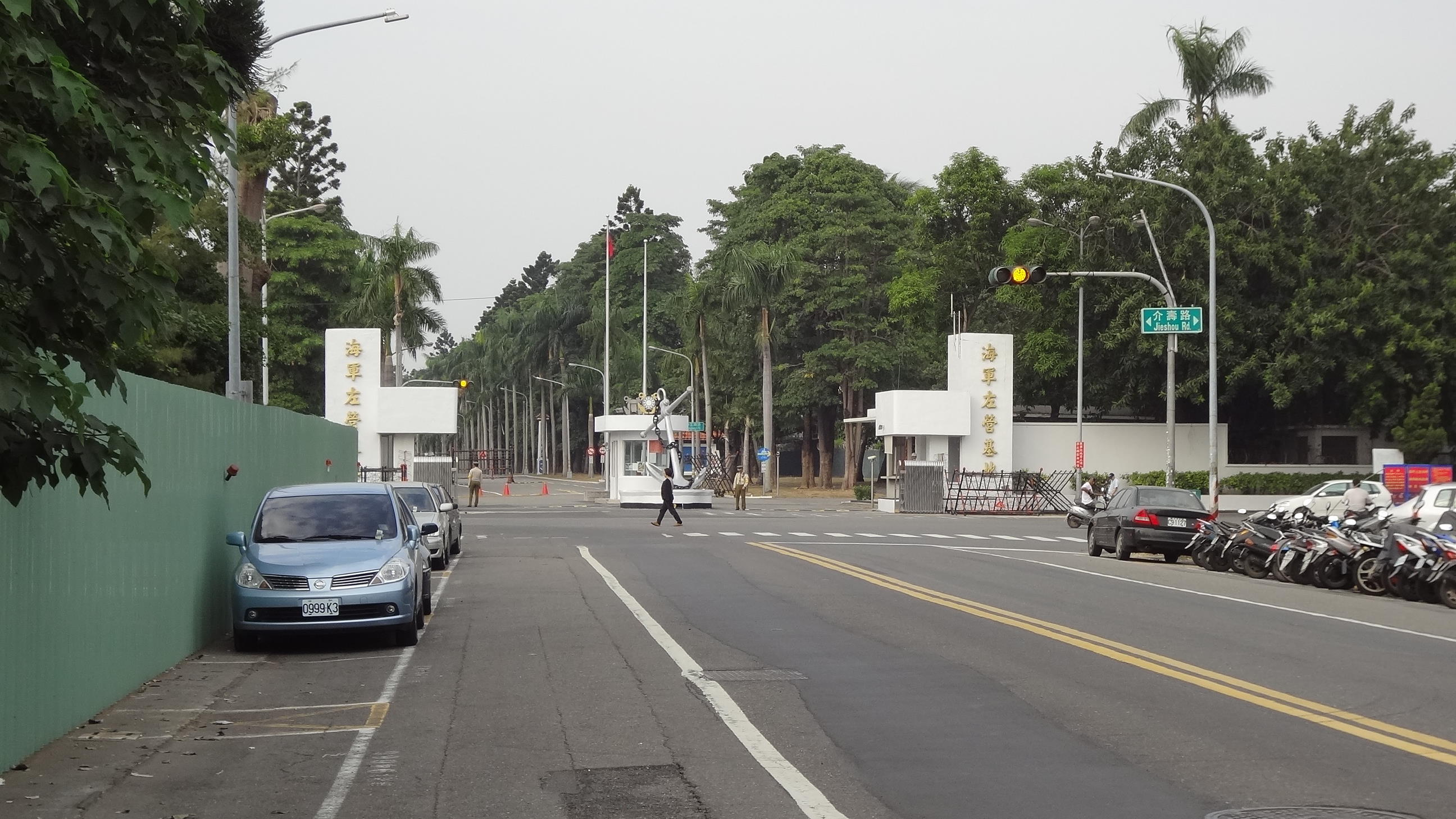
海軍左營基地中正哨

海軍左營基地大致以軍校路、右昌街、實踐路、介壽路、左營大路、左楠路等道路為界，鄰近港都客運左營南站、國家運動訓練中心、國家體育場、高雄捷運世運站等。海軍左營基地面對軍校路的崗哨稱為「中海門哨」，簡稱「中海哨」，因中海路（現為世運大道，但海軍左營基地內的路段仍稱為中海路）貫穿哨口而得名；面對介壽路的崗哨稱為「中正門哨」，簡稱「中正哨」，因中正路貫穿哨口而得名；在四海公園及海軍四海一家旁的崗哨稱為「四海門哨」，簡稱「四海哨」。
海軍左營基地內有「忠烈將士紀念塔」，紀念海軍殉職官兵。

## 歷史
1986年8月，中國電視公司綜藝節目《黃金拍檔》播出第六季特別企劃〈海上雄風〉，在海軍左營基地錄影，是中華民國海軍首次配合綜藝節目拍攝。1993年3月6日，中視綜藝節目《娛樂星聞 小燕有約》播出該節目外景隊在中華民國國防部協助下赴海軍左營基地拍攝的陳志朋在海軍陸戰隊飛馬豫劇隊服兵役實況，是陳志朋軍中生活首次被公開。
2015年8月14日，海軍左營基地文康哨旁桅杆「中正桅杆」落成啟用，由海軍左營後勤支援指揮部及其上級單位海軍保修指揮部共同設計建造，以已除役的海軍中正軍艦（LSD-191）桅杆為基礎。
2025年5月29日，海軍保修指揮部證實，海軍左營後勤支援指揮部第六號浮塢被發現艙間不明原因進水，因進水無法控制而「坐底」，塢上人員無傷損。

## 相關
- 左營港
- 中華民國海軍
- 第七艦隊